# Hervin Ongenda
Hervin Ongenda (n. 24 iunie 1995, Paris, Franța) este un fotbalist francez și congolez, care joacă pe post de mijlocaș ofensiv sau mijlocaș lateral la Botoșani în SuperLiga României. Pe plan internațional, are prezențe la națională pentru Franța U16⁠(d), Franța U17⁠(d), Franța U18⁠(d), Franța U19⁠(d) și Franța U21⁠(d). După o întrerupere de jumătate de an petrecută în Seria B din Italia la echipa Chievo, a revenit în septembrie 2020 la Botoșani. În trecut a jucat în Spania și Țările de Jos.